# Estigmene bayoni
Estigmene bayoni är en fjärilsart som beskrevs av Emilio Berio 1935. Estigmene bayoni ingår i släktet Estigmene och familjen björnspinnare. Inga underarter finns listade i Catalogue of Life.